# Klingenbach (Jagst, Steinbach)
Der Klingenbach ist ein etwa anderthalb Kilometer langer linker und südwestlicher Zufluss der oberen Jagst über einen linken Mühlkanal neben dem Fluss. Er mündet im Weiler Steinbach an der Jagst der Gemeinde Frankenhardt im Landkreis Schwäbisch Hall im nordöstlichen Baden-Württemberg.

## Verlauf
Der Klingenbach entsteht am Rande eines kleinen Muldenwäldchens zwischen den Frankenhardter Gewannen Mühlklingle im Westen und Rohnbühl im Osten in ungefähr 435 m ü. NHN. Er fließt in sich stetig ausweitender Talmulde nach Nordosten in Richtung Steinbach, wo er nach etwa 1,6 km Laufs nach Passieren eines auf seinem linken Talhang liegenden Neubaugebietes und der Unterquerung der Jagsttalbahn auf etwa 407 m ü. NHN von links in den dortigen Mühlkanal der Jagst mündet.

## Einzugsgebiet
Das Einzugsgebiet des Klingenbachs von etwa 0,8 km² hat die Kontur eines nur etwa einen halben Kilometer breiter Schlauchs um den Bachlauf. Es grenzt im Nordwesten und zuletzt Norden an das des nächsten Jagst-Zuflusses Steinbachs. Im Osten trennt den Bach eine niedrige Hügelkette, die hinab jenseits nur wenige kurze Hanggerinne der Jagst zufließen, vom Jagsttal, im Süden eine etwas höhere, auf der der mit 463,1 m ü. NHN höchste Punkt erreicht wird, vor dem Goldbach, einem Jagstzufluss weiter oben.
Bachlauf wie Einzugsgebiet liegen auf dem Honhardter Gemarkungsteil von Frankenhardt. Naturräumlich gehört es zum Unterraum Burgberg-Vorhöhen und Speltachbucht der Schwäbisch-Fränkischen Waldberge.

### LUBW
Amtliche Online-Gewässerkarte mit passendem Ausschnitt und den hier benutzten Layern: Lauf und Einzugsgebiet des Klingenbachs

Allgemeiner Einstieg ohne Voreinstellungen und Layer: Daten- und Kartendienst der Landesanstalt für Umwelt Baden-Württemberg (LUBW) (Hinweise)
1. 1 2  Höhe nach dem Höhenlinienbild auf dem Hintergrundlayer Topographische Karte.
2. ↑  Länge nach dem Layer Gewässernetz (AWGN).
3. ↑  Einzugsgebiet abgemessen auf dem Hintergrundlayer Topographische Karte.
4. ↑  Höhe nach schwarzer Beschriftung auf dem Hintergrundlayer Topographische Karte.

### Andere Belege
1. ↑  Wolf-Dieter Sick: Geographische Landesaufnahme: Die naturräumlichen Einheiten auf Blatt 162 Rothenburg o. d. Tauber. Bundesanstalt für Landeskunde, Bad Godesberg 1962. → Online-Karte (PDF; 4,7 MB)